# الدراسات التشريحية المصرية القديمة

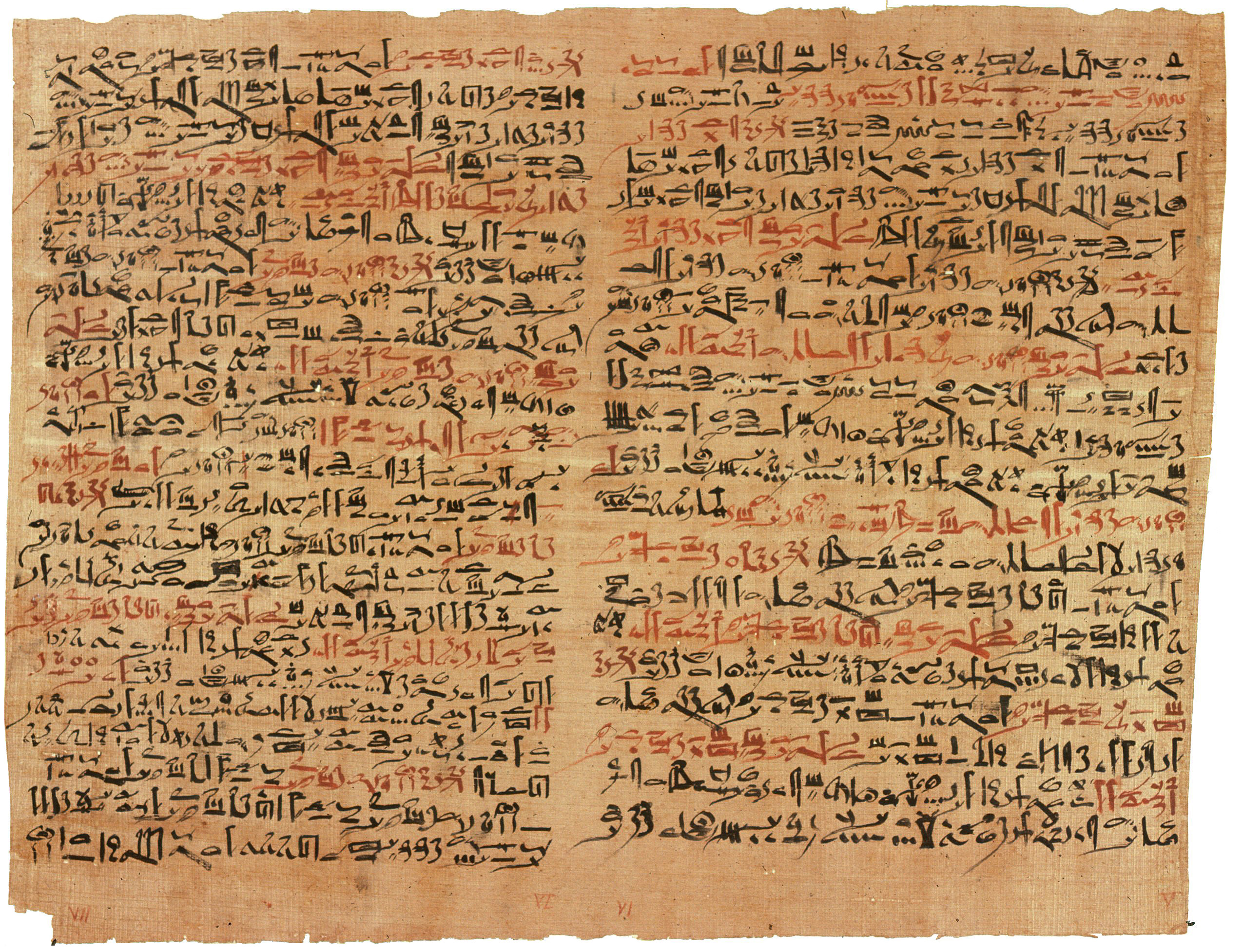
كشف ورق بردي إدوين سميث العديد من المعارف الطبية المصرية القديمة مثل تلك التي تتحدث عن علم التشريح

هذا المقال يتحدث عن تاريخ علم التشريح في مصر القديمة. كشفت ورق بردي إدوين سميث العديد من المعارف الطبية المصرية القديمة في علم التشريح من فترة زمنية بدأت في حوالي عام 3100 قبل الميلاد. حتى نهاية القرن الثانى بعد الميلاد، كانت الدراسات التشريحية الصدارة من مصر القديمة أكثر كثيراً من الصادرة من أي أنحاء أخرى من العالم، وفقا لأدلة أثرية. وكشعب رائد للحضارة في ذلك الوقت بدأت مصر القديمة ممارسة مستقلة في الدراسات التشريحية، وكان ذلك بمثابة أول تحرك نَبَع من الإنسانية نحو تطوير فهم التشريح. مصر هي المكان حيث تمَّ وضع دراسة لعلم التشريح لأول مرة في التاريخ. كان الناس ينتمون إلى الأمة المصرية أول من جعل بسجل مكتوب من الدراسات التشريحية.المصريون هم أول من سجّل الدراسات تشريحيّة بصورة مكتوبة.
يُعتَقد أنّ مانيثو قامَ بتسجيل عمل قامَ به عالم تشريح قديم في كتابه «تاريخ مصر» أوضح مانيثو أنّ الفرعون جر كان عالم تشريح على الرغم من أن المصادر التاريخيّة توضح أن احتمال أنّ الفرعون جر كان عالماً للتشريح ضئيلٌ جدا.ورَدَ أنّ الفرعون جر كان أوّل من قدّمَ دراسةً مكتوبةً عن التشريح بعنوان «الطب العملى والتشريحى» الغير موجود على الرغم من أن هذا النسب يُعدّ ملاحظة شرفيّة تشير إلى أنّ الكتاب تمت كتابته في عهد الفرعون.
كانَ هُناكَ شخصان هما هيروفيلوس، وأيراسيستراتس، على حد سواء اللذان عاشا في الإسكندرية وقاما بالمشاركة في ما يسمى مدرسة الإسكندرية، وكلاهما ساهم في الدراسات التشريحية والمعرفة بها، لأنهما بدأا ممارسة تشريح الإنسان.
كانت الحضارة المصرية المسؤولة عن ظهور المصطلحات التي تمّ إطلاقها على أجزاء الجزء الخارجيّة في الوقت الذي كانَ فيه المهتمون بدراسة أجزاء الجسم على دِراية فقط بـ «ميتو» والتي كانت تشير إلى القلب الذي كان محور الاهتمامات التشريحية القديمة وكذلك المجالات الأخرى ذات الصلة بالتشريح في مصر القديمة.

### برديّة إبيرس
يصف إبيرس ميتو، وهي كلمة تشير إلى هياكل الأوعية الدموية، والقنوات، والأوتار، أو ربما الأعصاب، والتي تمتد إلى أجزاء مختلفة من رأس الإنسان، وهناك عددا منها يبلغ اثنين وخمسون ميتو كما هو موضح في إبيرس.

### برديّة إدوين سميث
تُظهر برديّة إدوين سميث الاستخدام المُبكّر جداً والأول على الإطلاق لأصل كلمة «عصبىّ» وكذلك كلمة «مُخ»، وتفاصيل المعلومات حول السحايا والسائل الدماغي الشوكي. ويصفُ النّصُ مصطلحات تشريحيّة واقعيّة جداً بشكل ملحوظ، وكذلك الهياكل التشريحية في حين يُفَصِّل الإصابات من أجل التشريح.

## وصلات خارجية
1. ↑  BBC Bitesize - Doctors and progress in Egyptian medicine published by بي بي سي 2014 [Retrieved 2015-06-28] "نسخة مؤرشفة". مؤرشف من الأصل في 2017-04-22. اطلع عليه بتاريخ 2016-03-06.{{استشهاد ويب}}:  صيانة الاستشهاد: BOT: original URL status unknown (link)
2. ↑  Robert (Bob) Brier, Ronald S. Wade - Surgical Procedures during ancient Egyptian Mummification Chungará (Arica) v.33 n.1 Arica ene. 2001 [Retrieved 2015-06-29] (ed. see also this link) نسخة محفوظة 22 يونيو 2017 على موقع واي باك مشين.
3. ↑  Article entitled - Neuroscience for Kids : The Edwin Smith Surgical Papyrus published by Washington University [Retrieved 2015-06-28] نسخة محفوظة 31 يوليو 2017 على موقع واي باك مشين.